# Bertil Bengtson
Alfred Ragnar Bertil Bengtsson, född 13 maj 1907 i Växjö, död 4 februari 1983 i Linköping, var en svensk målare och konservator.
Han var gift med Astrid Elinda Gabriella Hejdström (1905–1995). Bengtson studerade vid Tekniska skolan i Stockholm och för Otte Sköld. Hans konst består av stilleben och landskap i olja, akvarell eller tempera. Vid sidan av sitt eget skapande var han verksam som konservator och utförde ett antal kalkmålningar i olika kyrkor. 